# Milka

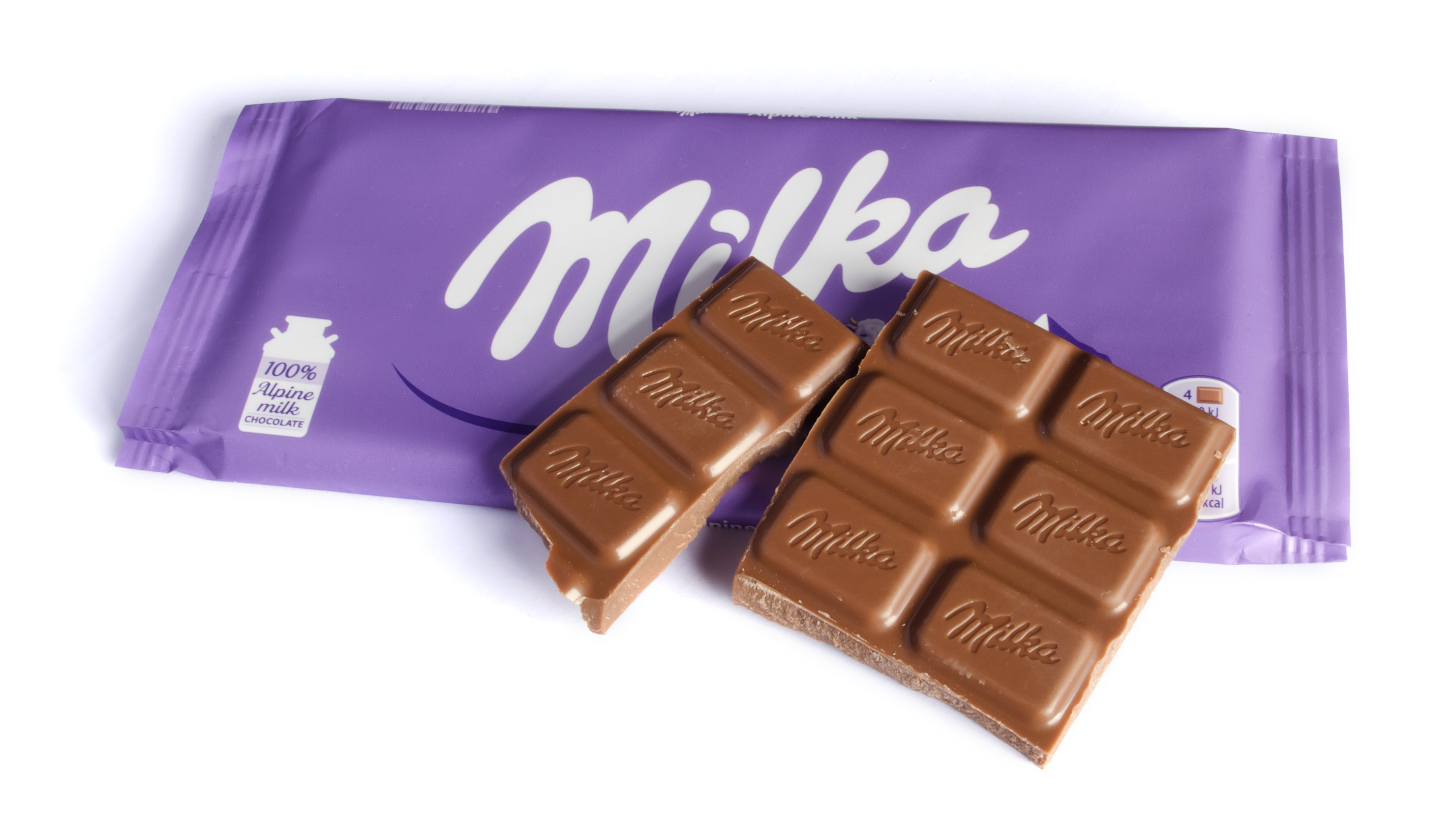
Alpská mléčná čokoláda

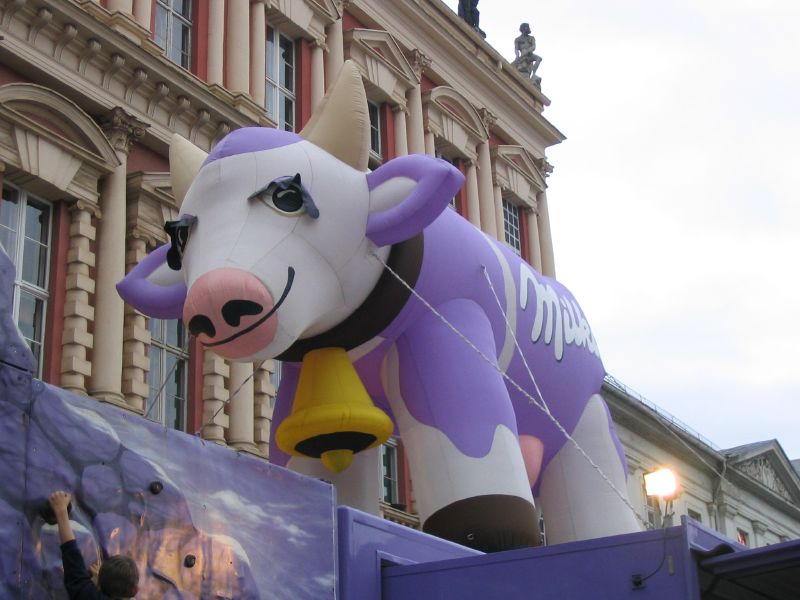
Nafukovací kravička Milka

Milka je mezinárodní značka americké společnosti Mondelēz International vyrábějící čokoládu a čokoládové výrobky. Milka se vyrábí od roku 1901, už tehdy měla fialový obal, který přetrval do současnosti a symbolem společnosti se stala fialová kráva tzv. „Milka“.
V současnosti je čokoláda vyráběna na velkém počtu míst převážně v Evropě. Jsou to hlavně závody v Lörrachu (Německo), Bludenz (Rakousko), Svoge (Bulharsko), Bratislava (Slovensko), Brașov (Rumunsko), Jankowice (Polsko) a Trosťanec na Ukrajině. Do roku 2013 se čokoláda vyráběla i v argentinském městě Paraná.

## Historie společnosti

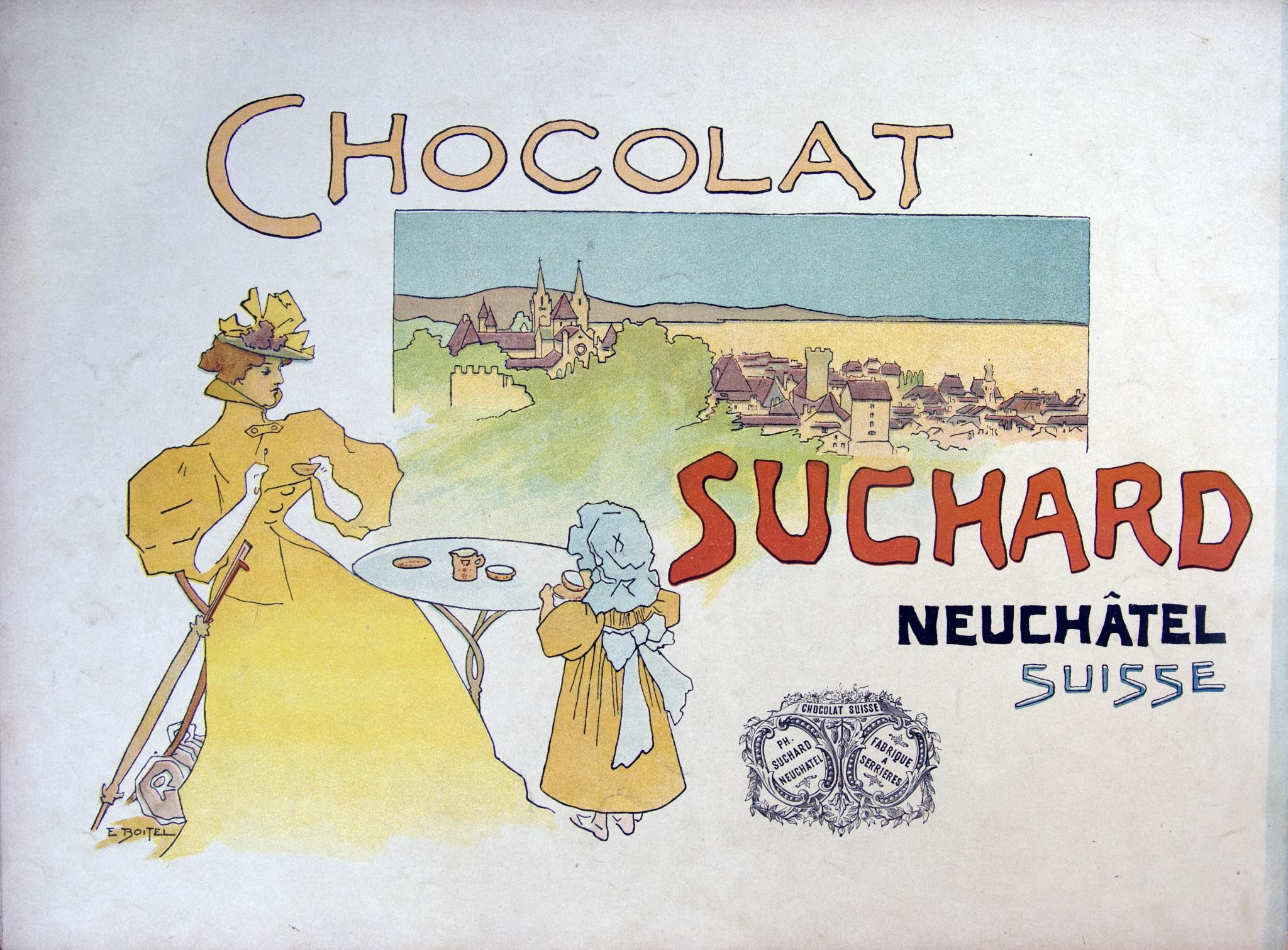
Čokoláda Suchard (1897)

V roce 1825 založil Philippe Suchard ve švýcarském Neuchâtelu čokoládovnu Suchard. V roce 1880 expandoval do Německa.
Značku Milka v roce 1901 zapsal na patentovém úřadu v Berlíně Philippův zeť Carl Russ-Suchard. Samotný název Milka vznikl spojením německých slov Milch (mléko) a Kakao.

## Kravička Milka
Symbol společnosti Milka alpská kráva se poprvé představila veřejnosti v roce 1973, kdy se objevila v televizní reklamě dle návrhu agentury Young&Rubicam. K roku 2009 se objevila již ve 110 reklamních spotech. Jedná se o krávu plemene Fleckvieh[zdroj?] hledící na pozorovatele, která má fialově bílou barvu. Fialově jsou vybarveny tmavší oblasti jejího těla. Na krku má uvázán zvon. V roce 1922 se ale na obalu čokolády již objevila kráva, která byla v doprovodu člověka.